# Козацькі Лагері
Козацькі Лагері (рос. Казачьи Лагери) — селище в Октябрському районі Ростовської області Росія.
Входить до складу Персіановського сільського поселення.
Населення — 4994 осіб (2010 рік).

## Географія
Селище Козацькі Лагері розташовано на лівому березі річки Грушівка північніше селища Персіановський й міста Новочеркаськ. Навпроти, через річку, — Красюковська слобода.

### Вулиці
- вул. 60 років Перемоги,
- вул. Дорожня,
- вул. Петрушко,
- вул. Річкова,
- вул. Російська.

## Історія
27 жовтня 1982 року біля селища було знайдено тіло Ольги Куприної (16 років), вбитої 16 серпня 1982 року маніяком Чикатило.
Раніше селище було військовим містечком з обмеженим в'їздом.

## Опис
У селищі залізнична станція Козацькі Лагері.
На північ від селища розташовано 2 військові частини.
В поселенні розташована одна школа, один дитячий садок, одна поліклініка, 14 п'ятиповерхових будинків, один гуртожиток, торгова площа, будинок культури й ще кілька закладів.